# Chiesa di Santa Rita (Salerno)
La Chiesa di Santa Rita si trova nel Centro storico di Salerno, probabilmente dagli ultimi anni della Salerno longobarda

## Storia
Secondo lo storico De Simone non si sa molto sulle origini della Chiesa di Santa Rita, poiché il primo documento che la cita è del 1372.
La chiesa, dedicata a Santa Rita da Cascia, si trova nel larghetto davanti alla gradinata del Complesso archeologico di San Pietro a Corte ed era conosciuta come la "Chiesa di Sant'Antonio da Vienne" nel secolo XII.
La chiesa ha una sola navata a forma rettangolare. Ha una pavimentazione in marmo ed una facciata in stile neoclassico, con lesene e capitelli.
Nel 1953 fu fatta l'ultima ristrutturazione, con apporto di un prebiterio moderno.